# Trụ sở chính quyền và nguyên thủ quốc gia
Khái niệm Trụ sở chính quyền và nguyên thủ quốc gia được hiểu theo nghĩa rộng là nơi đặt cơ quan chính quyền và hành chính cao nhất của đất nước, nơi làm việc (đôi khi kiêm nơi sống) của nguyên thủ quốc gia.
Do đặc thù các nước và vùng lãnh thổ, nguyên thủ quốc gia có các chức danh với tên gọi khác nhau như tổng thống, thủ tướng, chủ tịch nước, chưởng lý, tổng lý, tổng trưởng, trưởng đặc khu, công trình Trụ sở chính quyền và nguyên thủ quốc gia được gọi với nhiều tên gọi khác nhau như phủ tổng thống, dinh chủ tịch, tòa nhà chính phủ,... hoặc có khi được gọi thẳng với tên riêng như Nhà Trắng, số 10 phố Downing, Nhà Xanh, Trung Nam Hải, Điện Kremli, Phủ chủ tịch... Trụ sở này có khi chỉ đóng vai trò là nơi làm việc nhưng có khi kiêm luôn nơi ở cho nguyên thủ đương nhiệm và gia đình.
Đôi khi, tên gọi công trình này đồng nghĩa với sự lãnh đạo và chính quyền của nguyên thủ nhà nước ấy, như thuật ngữ Nhà Trắng để chỉ Chính quyền liên bang Hoa Kỳ hay thuật ngữ Số 10 phố Downing để đề cập chính quyền của thủ tướng Anh, thuật ngữ Nhà xanh thay cho chính quyền Đại Hàn Dân Quốc.

## Danh sách
Dưới đây là danh sách công trình trụ sở chính quyền và nguyên thủ quốc gia.

### Châu Phi
| Đất nước               | Công trình | Ghi chú              | Hình ảnh |
| ---------------------- | --- | -------------------- | -------- |
| Algérie                | El Mouradia, Algiers |                      |          |
| Angola                 | Presidential Palace, Luanda                                                                                                  | [ 1 ]                |          |
| Bénin                  | Palais de la Marina, Cotonou                                                                                                 | [ 2 ]                |          |
| Botswana               | Presidential Palace, Gaborone                                                                                                | [ 3 ]                |          |
| Cabo Verde             | Palácio Presidencial, Praia                                                                                                  |                      |          |
| Cameroon               | The Unity Palace, Yaoundé |                      |          |
| Cộng hoà Congo         | Palais du Peuple, Brazzaville                                                                                                | [ 4 ]                |          |
| Cộng hòa Dân chủ Congo | Palais de la Nation, Kinshasa                                                                                                | [ 5 ]                |          |
| Côte d'Ivoire          | Presidential Palace, Abidjan                                                                                                 |                      |          |
| Côte d'Ivoire          | Presidential Palace, Yamoussoukro                                                                                            |                      |          |
| Djibouti               | Presidential Palace, Djibouti City                                                                                           | [ 6 ]                |          |
| Ai Cập                 | Abdeen Palace, Cairo Heliopolis Palace, Cairo Koubbeh Palace, Cairo Montaza Palace, Alexandria Ras el-Tin Palace, Alexandria |                      |          |
| Guinea Xích Đạo        | Malabo Government Building, Malabo                                                                                           |                      |          |
| Eritrea                | Asmara President's Office, Asmara                                                                                            |                      |          |
| Ethiopia               | National Palace, Addis Ababa                                                                                                 |                      |          |
| Gabon                  | Presidential Palace, Libreville                                                                                              | [ 7 ]                |          |
| Gambia                 | State House of the Gambia, Banjul                                                                                            |                      |          |
| Ghana                  | Jubilee House, Accra |                      |          |
| Guinée                 | Presidential Palace, Conakry                                                                                                 |                      |          |
| Guiné-Bissau           | Presidential Palace, Bissau                                                                                                  | [ 8 ]                |          |
| Kenya                  | State House, Nairobi |                      |          |
| Liberia                | Executive Mansion, Monrovia                                                                                                  | [ 9 ]                |          |
| Madagascar             | Iavoloha Palace, Antananarivo                                                                                                |                      |          |
| Madagascar             | Ambohitsorohitra Palace, Antananarivo                                                                                        | Ceremonial residence |          |
| Malawi                 | Kamuzu Palace, Lilongwe |                      |          |
| Mali                   | Presidential Palace, Bamako                                                                                                  | [ 10 ]               |          |
| Mauritanie             | Presidential Palace, Nouakchott                                                                                              |                      |          |
| Mauritius              | State House (Mauritius), Reduit                                                                                              |                      |          |
| Mozambique             | Palácio da Ponta Vermelha, Maputo                                                                                            |                      |          |
| Namibia                | State House of Namibia, Windhoek                                                                                             |                      |          |
| Nigeria                | Nigerian Presidential Complex, Abuja                                                                                         |                      |          |
| Rwanda                 | Urugwiro, Kigali |                      |          |
| São Tomé và Príncipe   | Presidential Palace, São Tomé                                                                                                | [ 11 ]               |          |
| Sénégal                | Presidential Palace, Dakar                                                                                                   | [ 12 ]               |          |
| Seychelles             | State House, Victoria |                      |          |
| Sierra Leone           | State House, Freetown |                      |          |
| Somalia                | Villa Somalia, Mogadishu |                      |          |
| Nam Phi                | Mahlamba Ndlopfu, Pretoria                                                                                                   |                      |          |
| Nam Sudan              | Presidential Palace, Juba | [ 13 ]               |          |
| Sudan                  | Presidential Palace, Khartoum                                                                                                |                      |          |
| Tanzania               | Ikulu, Dar es Salaam |                      |          |
| Togo                   | Palace of the Governors, Lomé                                                                                                |                      |          |
| Tunisia                | Carthage Palace, Tunis |                      |          |
| Uganda                 | State House, Kampala |                      |          |
| Uganda                 | State House, Entebbe | [ 14 ]               |          |
| Zambia                 | State House, Lusaka | [ 15 ]               |          |
| Zimbabwe               | Presidential Palace, Harare                                                                                                  |                      |          |

### Châu Mỹ
| Đất nước           | Công trình                                           | Ghi chú                      | Hình ảnh                     |
| ------------------ | ---------------------------------------------------- | ---------------------------- | ---------------------------- |
| Argentina          | Casa Rosada, Buenos Aires                            | Government Office            |                              |
| Argentina          | Quinta de Olivos, Buenos Aires Province              | Official Residence           | Tập tin:Quinta de Olivos.jpg |
| Bolivia            | Casa Grande del Pueblo, La Paz                       |                              |                              |
| Brasil             | Palácio da Alvorada, Brasilia                        | Official residence           |                              |
| Brasil             | Palácio do Planalto, Brasilia                        | Official workplace           |                              |
| Chile              | La Moneda Palace, Santiago de Chile                  | Official office              |                              |
| Chile              | Palacio Presidencial de Cerro Castillo, Viña del Mar | Summer residence             |                              |
| Colombia           | Casa de Nariño, Bogotá                               |                              |                              |
| Costa Rica         | Casa Presidencial, San José                          | [ 16 ]                       |                              |
| Cuba               | Presidential Palace (former), Havana                 | Has been a museum since 1959 |                              |
| Cuba               | Palacio de la Revolucion                             |                              |                              |
| Dominica           | Government House, Roseau                             |                              |                              |
| Cộng hòa Dominica  | National Palace in Santo Domingo                     |                              |                              |
| Ecuador            | Carondelet Palace, Quito                             |                              |                              |
| El Salvador        | Casa Presidencial, San Salvador                      |                              |                              |
| Guatemala          | National Palace, Thành phố Guatemala                 |                              |                              |
| Guyana             | State House, Georgetown                              |                              |                              |
| Haiti              | National Palace, Port-au-Prince                      |                              |                              |
| Honduras           | Presidential Palace, Tegucigalpa                     | [ 17 ]                       |                              |
| México             | Los Pinos                                            | Official residence           |                              |
| México             | National Palace                                      | Official office              |                              |
| Nicaragua          | Presidential Palace, Managua                         | [ 18 ]                       |                              |
| Panamá             | Palacio de las Garzas, Thành phố Panama              |                              |                              |
| Paraguay           | Palacio de los López, Asunción                       |                              |                              |
| Perú               | Government Palace, Lima                              |                              |                              |
| Suriname           | Gouvernementsgebouw, Paramaribo                      |                              |                              |
| Trinidad và Tobago | President's House, Port of Spain                     |                              |                              |
| Hoa Kỳ             | Nhà Trắng, Washington, D.C.                          |                              |                              |
| Uruguay            | Executive Tower, Montevideo                          | Government Office            |                              |
| Uruguay            | Residencia de Suárez, Montevideo                     | Official Residence           |                              |
| Venezuela          | Miraflores Palace, Caracas                           | Government Office            |                              |
| Venezuela          | La Casona                                            | Official Residence           |                              |

### Châu Á
| Đất nước       | Công trình                               | Ghi chú | Hình ảnh                                       |
| -------------- | ---------------------------------------- | --- | ---------------------------------------------- |
| Afghanistan    | Arg, Kabul                               | |                                                |
| Armenia        | President's House, Yerevan               | |                                                |
| Azerbaijan     | Presidential Palace, Baku                | Xây dựng những năm 1970                                                                                    |                                                |
| Bangladesh     | Bangabhaban, Dhaka                       | |                                                |
| Trung Quốc     | Trung Nam Hải, Bắc Kinh                  | Tòa nhà của chính quyền                                                                                    |                                                |
| Síp            | Presidential Palace, Nicosia             | |                                                |
| Đông Timor     | Nicolau Lobato Presidential Palace, Dili | |                                                |
| Ấn Độ          | Rashtrapati Bhavan, New Delhi            | |                                                |
| Indonesia      | Istana Merdeka, Jakarta                  | |                                                |
| Indonesia      | Istana Negara, Jakarta                   | |                                                |
| Indonesia      | Istana Cipanas, Bogor                    | |                                                |
| Indonesia      | Istana Bogor, Bogor                      | |                                                |
| Indonesia      | Gedung Agung, Yogyakarta                 | |                                                |
| Indonesia      | Istana Tampaksiring, Bali                | |                                                |
| Iran           | Sa'dabad Palace, Tehran                  | |                                                |
| Iraq           | Radwaniyah Palace, Baghdad               | |                                                |
| Israel         | Beit HaNassi, Jerusalem                  | |                                                |
| Kazakhstan     | Ak Orda Presidential Palace, Nur-Sultan  | |                                                |
| Hàn Quốc       | Nhà xanh, Seoul                          | |                                                |
| Bắc Triều Tiên | Ryongsong Residence, Pyongyang           | Hiện tại                                                                                                   |                                                |
| Bắc Triều Tiên | Cung điện mặt trời Kumsusan, Pyongyang   | Cũ |                                                |
| Kyrgyzstan     | White House, Bishkek                     | Cũ |                                                |
| Kyrgyzstan     | Ala Archa State Residence, Bishkek       | Hiện tại                                                                                                   |                                                |
| Lào            | Presidential Palace, Viêng Chăn          | | Tập tin:2013 Presidential palace Vientiane.jpg |
| Liban          | Baabda Palace, Beirut                    | |                                                |
| Maldives       | Muliaage, Malé                           | Former residence                                                                                           |                                                |
| Mông Cổ        | Government Palace, Ulan Bator            | Cũng là trụ sở chính phủ                                                                                   |                                                |
| Myanmar        | Presidential Palace, Naypyidaw           | |                                                |
| Nepal          | Rastrapati Bhawan, Kathmandu             | |                                                |
| Nhật Bản       | Tổng lý Đại thần Quan để, Tokyo          | |                                                |
| Pakistan       | Aiwan-e-Sadr, Islamabad                  | |                                                |
| Philippines    | Malacañang Palace, Manila                | Văn phòng và nơi ở tổng thống                                                                              |                                                |
| Singapore      | Istana, Singapore                        | |                                                |
| Sri Lanka      | President's House, Colombo               | |                                                |
| Syria          | Presidential Palace, Damascus            | |                                                |
| Syria          | Tishreen Palace, Damascus                | |                                                |
| Đài Loan       | Presidential Office Building, Taipei     | |                                                |
| Đài Loan       | Presidential Palace, Guangzhou           | 1921–1922; destroyed by mortar fire on ngày 16 tháng 6 năm 1922, now Guangzhou's Sun Yat-sen Memorial Hall |                                                |
| Đài Loan       | Presidential Palace, Nam Kinh            | 1927–1949; now Nanjing's China Modern History Museum                                                       |                                                |
| Tajikistan     | Palace of Nations, Dushanbe              | [ 19 ] |                                                |
| Thổ Nhĩ Kỳ     | Presidential Palace, Ankara              | |                                                |
| Turkmenistan   | Oguzkhan Palace, Ashgabat                | |                                                |
| Uzbekistan     | Ok Saroy Presidential Palace, Tashkent   | Former Residence                                                                                           |                                                |
| Uzbekistan     | Durmen                                   | Former residence                                                                                           |                                                |
| Uzbekistan     | Kuksaroy Presidential Palace, Tashkent   | Current residence                                                                                          |                                                |
| UAE            | Qasr Al Watan, Abu Dhabi                 | [ 21 ] |                                                |
| Việt Nam       | Phủ chủ tịch, Hà Nội                     | |                                                |
| Yemen          | Presidential Palace, Sanaa               | |                                                |

### Châu Âu
| Đất nước             | Công trình                           | Ghi chú                                                      | Hình ảnh                                 |
| -------------------- | ------------------------------------ | ------------------------------------------------------------ | ---------------------------------------- |
| Albania              | Presidential Palace of Tirana        |                                                              |                                          |
| Áo                   | Hofburg Palace, Vienna               |                                                              |                                          |
| Belarus              | Presidential Palace, Minsk           |                                                              | Tập tin:PresidentialResidenceBelarus.jpg |
| Bosna và Hercegovina | Presidency Building, Sarajevo        |                                                              |                                          |
| Bulgaria             | Presidential Palace, Sofia           | [ 22 ]                                                       |                                          |
| Croatia              | Presidential Palace, Zagreb          |                                                              |                                          |
| Séc                  | Lâu đài Prague, Prague               |                                                              |                                          |
| Estonia              | Presidential Palace, Tallinn         |                                                              |                                          |
| Phần Lan             | Presidential Palace, Helsinki        |                                                              |                                          |
| Pháp                 | Điện Élysée, Paris                   |                                                              |                                          |
| Đức                  | Bellevue Palace, Berlin              |                                                              |                                          |
| Gruzia               | Presidential Palace, Tbilisi         |                                                              |                                          |
| Hy Lạp               | Presidential Mansion, Athens         |                                                              |                                          |
| Hungary              | Sándor Palace, Buda                  |                                                              |                                          |
| Iceland              | Bessastaðir, Álftanes                |                                                              |                                          |
| Ireland              | Áras an Uachtaráin, Dublin           |                                                              |                                          |
| Ý                    | Quirinal Palace, Rome                |                                                              |                                          |
| Latvia               | Riga Castle, Riga                    |                                                              |                                          |
| Litva                | Presidential Palace, Vilnius         |                                                              |                                          |
| Bắc Macedonia        | Villa Vodno, Skopje                  |                                                              |                                          |
| Malta                | San Anton Palace, Attard             | Official residence                                           |                                          |
| Malta                | Verdala Palace, Siġġiewi             | Summer residence                                             |                                          |
| Moldova              | Presidential Palace, Chișinau        | [ 23 ]                                                       |                                          |
| Montenegro           | Blue Palace, Cetinje                 |                                                              |                                          |
| Ba Lan               | Presidential Palace, Warsaw          | Official workplace                                           |                                          |
| Ba Lan               | Belweder Palace, Warsaw              | Official residence                                           |                                          |
| Bồ Đào Nha           | Belém Palace, Lisbon                 |                                                              |                                          |
| România              | Cotroceni Palace, Bucharest          |                                                              |                                          |
| Nga                  | Grand Kremlin Palace, Moscow Kremlin | Ceremonial residence                                         |                                          |
| Nga                  | Điện Kremlin, Moscow Kremlin         | Working residence                                            |                                          |
| Serbia               | Novi Dvor, Belgrade                  | [ 24 ]                                                       |                                          |
| Slovakia             | Grassalkovich Palace, Bratislava     |                                                              |                                          |
| Slovenia             | Presidential Palace, Ljubljana       | Also seat of government                                      |                                          |
| Thụy Sĩ              | No official presidential residence.  | Seat of the government in the Federal Palace of Switzerland. |                                          |
| Thổ Nhĩ Kỳ           | Presidential Palace, Ankara          |                                                              |                                          |
| Ukraina              | Mariyinsky Palace, Kiev              |                                                              |                                          |

### Châu Đại Dương
| Country     | Building                    | Notes  | Image |
| ----------- | --------------------------- | ------ | ----- |
| Fiji        | Government House, Suva      | [ 25 ] |       |
| Australia   | The Lodge, Kirribilli House |        |       |
| New Zealand | Premier House               |        |       |